# Fouchères-aux-Bois
Fouchères-aux-Bois – miejscowość i gmina we Francji, w regionie Grand Est, w departamencie Moza.
Według danych na rok 1990 gminę zamieszkiwały 134 osoby, a gęstość zaludnienia wynosiła 24 osób/km² (wśród 2335 gmin Lotaryngii Fouchères-aux-Bois plasuje się na 911. miejscu pod względem liczby ludności, natomiast pod względem powierzchni na miejscu 958.).